# Saint-Aulaye-Puymangou
Saint-Aulaye-Puymangou es una comuna nueva francesa situada en el departamento de Dordoña, de la región de Nueva Aquitania.

## Historia
Fue creada el 1 de enero de 2016, en aplicación de una resolución del prefecto de Dordoña de 14 de diciembre de 2015 con la unión de las comunas de Puymangou y Saint-Aulaye, pasando a estar el ayuntamiento en la antigua comuna de Saint-Aulaye.

## Demografía
| Gráfica de evolución demográfica de Saint-Aulaye-Puymangou entre 1800 y 2013 |
|                                                                              |

Los datos entre 1800 y 2013 son el resultado de sumar los parciales de las dos comunas que forman la nueva comuna de Saint-Aulaye-Puymangou, cuyos datos se han cogido de 1800 a 1999, para las comunas de Puymangou y Saint-Aulaye de la página francesa EHESS/Cassini. Los demás datos se han cogido de la página del INSEE.

## Composición
| Comuna delegada | Código INSEE | Población (2013) | Superficie (km²) | Densidad (hab./km²) |
| --------------- | ------------ | ---------------- | ---------------- | ------------------- |
| Puymangou       | 24343        | 96               | 11.29            | 8                   |
| Saint-Aulaye    | 24376        | 1362             | 34.71            | 39                  |